# ピース!
「ピース！」は風神RIZING!の1stアルバム。2022年9月14日発売。
既発表曲に加え、「楽曲でキャラクターの成長を表現する」という意図から、3曲の新曲が制作された。
タイトルの「ピース」は「指でするピースサイン」「peace（平和）」「かけら」などから。ジャケットイラストにはメンバーが並んでピースしている姿が採用された。また、「東京に来てからアルバムを出した」という時系列を表現するため、吉祥寺の自宅前で記念撮影したシーンが表現されている。

## 収録曲

### CD
1. ランガンラン
作詞：中村航、作曲・編曲：藤井健太郎（HANO）
2. G線上にY!?
作詞：中村航、作曲：海津信志、編曲：廣澤優也（HANO）・谷ナオキ（HANO）
3. フウライ全力ジャンプ
作詞・作曲・編曲：TAKE（FLOW）
コロナ禍でライブを楽しむために、「コーレス曲」の代わりに「飛び跳ねられる楽曲」として制作された[1]。歌詞の大半が「フウライ全力ジャンプ」。
4. 夢見るBoy守るため
作詞：中村航、作曲・編曲：鋼鉄兄貴（HANO）
5. NO RICE NO LIFE
作詞：中村航、作曲・編曲：谷ナオキ（HANO）・廣澤優也（HANO）
6. フラれた男のラブレター
作詞：中村航、作曲・編曲：渋谷勇太
7. ダチフレンド
作詞：中村航、作曲・編曲：廣澤優也（HANO）・青木宏憲（HANO）
8. 上京上等行ってきまーす☆
作詞・作曲・編曲：TAKE（FLOW）
9. longing
作詞・作曲：SHiNNOSUKE（SINOBROWN/ROOKiEZ is PUNK'D/S.T.U.W）、編曲：SHiNNOSUKE ・UZ（SPYAIR/S.T.U.W）
バラード調で、アルバム中で唯一ブラスパートがない。絋平の「風太の兄が亡くなったこと」への気持ちを描いているが、歌っている風太はその真意を（アルバム発売時点では）理解していない[1]。
10. SWORD！
作詞・作曲：熊谷和海（BURNOUT SYNDROMES）、編曲：井上薫・熊谷和海（BURNOUT SYNDROMES）
ポップな曲調で、ラップのパートがある。曲名になぞらえた剣道のモチーフや掛詞が歌詞に表現されているほか、アルバムタイトル「ピース」という言葉や、上述の意味が入れ込まれている。「今後の風太の心境」に活きる内容の歌詞だと見込まれている[1]。
11. SunRize 〜黄金の太陽〜
作詞・作曲：氏原ワタル（DOES）、編曲：氏原ワタル（DOES）・藤井健太郎
長崎出身の氏原ワタルによって作られたため、長崎の具体的な情景が方言を用いて描かれている。氏原は「夜通し踊っているような曲」と語った[1]。「SunRize」という表記（正：Rise）は「風神RIZING！」に合わせたもの。
12. バンザイRIZING!!!
作詞・作曲・編曲：TAKE（FLOW）
風神RIZING！の初出発表時に使われた楽曲。「風神RIZING！参上」という歌詞でスパッと終わる構成の曲で、「参上！でアルバムが終わるのも、次に繋がりそうで良い」と最後の曲になっている[1]。

### Blu-ray Disc（生産限定盤のみ）

#### ARGONAVIS LIVE 2021 COVER FESTIVAL 全編映像
1. 1/3の純情な感情（Cover：SIAM SHADE）/ FELIX BAND
2. the WORLD（Cover：ナイトメア）/ FELIX BAND
3. 誘惑（Cover：GLAY）/ FELIX BAND
4. 青い栞（Cover：Galileo Galilei）/ 桔梗凛生
5. サムライハート (Some Like It Hot!!)（Cover：SPYAIR）/ 五稜結人
6. 季節は次々死んでいく（Cover：amazarashi）/ 的場航海
7. スターライトパレード（Cover：SEKAI NO OWARI）/ 七星 蓮、五稜結人、的場航海、桔梗凛生
8. 狂乱 Hey Kids!!（Cover：THE ORAL CIGARETTES）/ GYROAXIA
9. 曇天（Cover：DOES）/ GYROAXIA
10. インフェルノ（Cover：Mrs. GREEN APPLE）/ GYROAXIA
11. HOWLING（Cover：abingdon boys school）/ GYROAXIA with FELIX
12. One Night Carnival（Cover：氣志團）/ 風太 BAND
13. ゴールデンタイムラバー（Cover：スキマスイッチ）/ 風太 BAND
14. HOT LIMIT（Cover：T.M.Revolution）/ 風太 BAND
15. READY STEADY GO（Cover：L'Arc〜en〜Ciel）/ Argonavis
16. メリッサ（Cover：ポルノグラフィティ）/ Argonavis
17. *〜アスタリスク〜（Cover：ORANGE RANGE）/ Argonavis with 風太
18. GO!!!（Cover：FLOW）/ ALL CAST

Encore
1. AAside / ALL CAST